# Rence van der Wal
Rence van der Wal, född 2 maj 1989 i Ede, Gelderland, är en nederländsk fotbollsspelare.
Han spelar för närvarande i Eerste Divisie-klubben Go Ahead Eagles från Deventer och ses som en av de mest lovande anfallarna i Nederländerna just nu. Han var eftertraktad av många Eredivisie-klubbar också, men valde att stanna med Go Ahead Eagles istället, efter en pratstund med Marc Overmars som också påbörjade sin karriär där.